# 舍农索
舍农索（法語：Chenonceaux，法語發音：[ʃənɔ̃so] ⓘ）是法国安德尔-卢瓦尔省的一个市镇，位于该省东部，谢尔河右岸，属于图尔区。舍农索因境内的同名城堡而闻名，该城堡属于卢瓦尔河谷城堡群，于2000年列入世界文化遗产。

## 地理
舍农索（47°19'55"N, 1°4'6"E）面积4.33 平方千米，位于法国中央-卢瓦尔河谷大区安德尔-卢瓦尔省，该省份为法国中西部省份，北起萨尔特省、东北接卢瓦-谢尔省，东南接安德尔省，南至维埃纳省，西临曼恩-卢瓦尔省。
与舍农索接壤的市镇（或旧市镇、城区）包括：希索、图赖讷地区锡夫赖、弗朗克伊、图赖讷地区苏维尼。

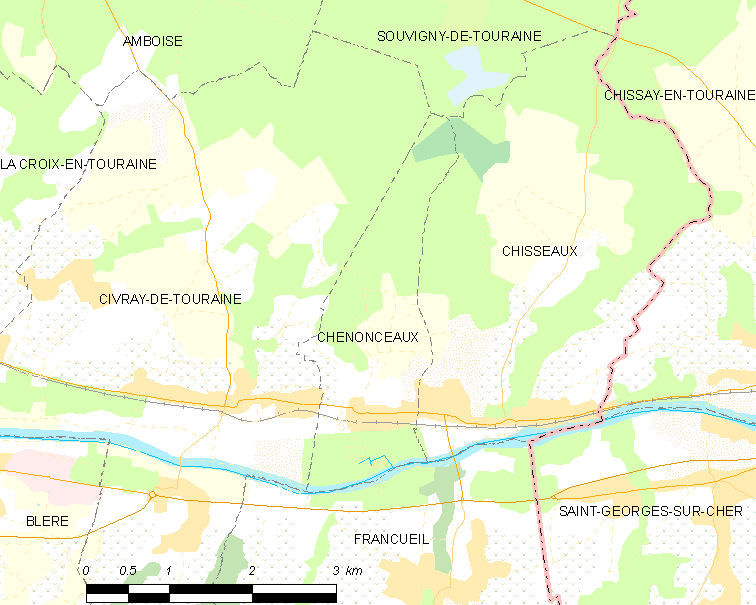
舍农索的OSM定位图

舍农索的时区为UTC+01:00、UTC+02:00（夏令时）。

## 行政
舍农索的邮政编码为37150，INSEE市镇编码为37070。

## 政治
舍农索所属的省级选区为布莱雷县。

## 人口

1962-2008年间舍农索人口变化图示

舍农索于2022年1月1日时的人口数量为334人。